# Åke Sjögren
Åke Sjögren (død 1931) var en svensk ingeniør og eventyrer, gift med Mary Sjögren (død i 1928). De boede bl.a. på øen Blasieholmen i det centrale Stockholm. Han er kendt for sine mange rejser til bl.a. Kenya, hvor han i 1912 stod for byggeriet af M’Bogani House, syd for Nairobi – overtaget af Karen Coffee Company Ltd. i 1916.